# Бакалдинское
Бакалдинское (баш. Баҡалды) — село в Бакалдинском сельсовете Архангельского района Республики Башкортостан России.

## Население
| 2002 | 2009 | 2010 |
| ---- | ---- | ---- |
| 670  | ↗739 | ↘621 |

Согласно переписи 2002 года, преобладающие национальности — русские (31 %), башкиры (54 %).
По данным на 1969 г. основное население посёлка составляли латыши и русские.

## Географическое положение
Расстояние до:
- районного центра (Архангельское): 11 км,
- ближайшей железнодорожной станции (Приуралье): 16 км.